# Centrotypus pulniensis
Centrotypus pulniensis är en insektsart som beskrevs av Ananthasubramanian 1996. Centrotypus pulniensis ingår i släktet Centrotypus och familjen hornstritar. Inga underarter finns listade i Catalogue of Life.